# Danny Way
Danny Way, född 15 april 1974 i Portland, Oregon, är ett skateboardproffs. Han är speciellt känd för sina så kallade bigair-bedrifter. Då han hoppar långt och högt. Han har slagit flera världsrekord.

## Fotnoter
1. ↑  Freebase Data Dumps, Google.[källa från Wikidata]
2. ↑  The Boardr, läs online, läst: 2 februari 2021.[källa från Wikidata]